# Gynopygoplax inclusiformis
Gynopygoplax inclusiformis är en insektsart som beskrevs av Schmidt 1911. Gynopygoplax inclusiformis ingår i släktet Gynopygoplax och familjen spottstritar. Inga underarter finns listade i Catalogue of Life.